# 李一陽 (萬曆進士)
李一陽（1544年—1624年），字長卿，號復吾，錦衣衛校籍，直隸鎮江府丹徒縣人，明朝政治人物。

## 生平
萬曆四年（1576年）丙子科應天府鄉試第五十七名。萬曆五年，聯捷三甲第六十九名進士。授官浙江西安縣知县，有政绩。万历十一年八月，吏部考选得知县等官三十五员，俱堪任御史，李一阳授南京浙江道御史。以清峻独得海瑞器重，后奉命巡视上江，继巡视凤阳粮仓。十五年十二月升广东布政左参议，分守岭东道，十七年（1589年）二月升为江西按察司副使，备兵九江。五十岁不到以病假告归。居家20余年，以读书、藏书为乐。

## 家族
曾祖父李時，曾任府通判；祖父李果，曾任省祭官；父親李熊。母錢氏。重庆下。